# Revalbos
Revalbos o Revalvos es una localidad del municipio de Armenteros, en la comarca de la Tierra de Alba, provincia de Salamanca, comunidad autónoma de Castilla y León, España. 

## Demografía
En 2019 Revalvos contaba con una población de 42 habitantes, de los cuales 18 eran varones y 24 mujeres (INE 2019).
| Gráfica de evolución demográfica de Revalvos entre 2000 y 2019                           |
|                                                                                          |
| Fuente: Instituto Nacional de Estadística de España - Elaboración gráfica por Wikipedia. |